# 趙祁
趙祁，孟縣人，清朝政治人物。
他於康熙四十五年（1706年）考中進士。康熙五十三年，他接替顧爾敏。擔任江蘇宜興縣知縣。期間他在县学中专门设立了研读《诗经》的分校。他任职的县知縣后由彭耀祖接任。